# Gerta Maaß-Lindemann
Gerta Wanda Maaß-Lindemann (* als Gerta Wanda Lindemann am 20. Oktober 1943) ist eine deutsche Klassische Archäologin, deren Schwerpunkt auf der Erforschung der punischen Zivilisation liegt.

## Leben und Leistungen
Gerta Lindemann studierte Klassische Archäologie, Ur- und Frühgeschichte sowie Klassische Archäologie an den Universitäten Freiburg, Göttingen und München. 1972 wurde sie in Freiburg bei Paul Zanker mit einer von Hermanfrid Schubart angeregten Dissertation zum Thema Die Entwicklung der westphoenikischen Keramik im 7. und 6. Jh. v. Chr. dargelegt an importierten Grabfunden promoviert. Schon für ihre Doktorarbeit, in der sie anhand von datierbarer griechischer Importkeramik eine Chronologie für die punische Keramik erarbeitete, bereiste sie Tunesien, Sizilien, Sardinien und Südspanien, später auch noch Zypern und den Libanon. Für ihre Arbeit erhielt Lindemann für den Zeitraum 1973/74 das Reisestipendium des Deutschen Archäologischen Instituts (DAI). Damit konnte sie in einem Stipendiatenjahrgang mit Elfriede Brümmer, Siegrid Düll, Bernd Kaiser, Uta Kron und Klaus Stemmer den Mittelmeerraum bereisen. Schon seit 1967 arbeitete sie als Leiterin der Dokumentation für die Abteilung Madrid des DAI. Lindemann forschte in den Regionen Vélez-Málaga (Cortijo de los Toscanos, Nekropole von Jardín und die Siedlung auf der Spitze des Cerro del Alarcón) und Algarrobo (Morro de Mezquitilla, Chorreras, Kammergräber von Trayamar).
Seit 1974 ist Lindemann mit dem Klassischen Archäologen Michael Maaß verheiratet. Nachdem dieser 1983 Oberkonservator an der Antikensammlung des Badischen Landesmuseums in Karlsruhe geworden war, verließ auch sie 1984 das DAI und zog in die Region Karlsruhe. Hier forschte sie weiter und wertete ihre über die Jahre angesammelten Forschungsdaten aus, was sich in mehreren wissenschaftlichen Arbeiten niederschlug. 2005 war sie maßgeblich an der Ausstellung Hannibal ad portas – Macht und Reichtum Karthagos im Badischen Landesmuseum beteiligt. Nachdem Michael Maaß 2007 in den Ruhestand gegangen war, zog das Paar ins Untere Schloss nach Gamburg. Dort machten sie sich um den Aufbau des Gamburger-Buscher-Museums (GBM) verdient. 2019 zogen sie nach Hamburg. Maaß-Lindemann ist seit 1985 korrespondierendes Mitglied des Deutschen Archäologischen Instituts.

## Schriften (Auswahl)
- mit Hermanfrid Schubart: Toscanos. Die phönizische Niederlassung an der Mündung des Río de Vélez (= Madrider Beiträge. Band 6). de Gruyter, Berlin 1982, ISBN 978-3-11018-210-1.[3]
- mit Hermanfrid Schubart: Morro de Mezquitilla. Die phönizisch-punische Niederlassung an der Algarrobo-Mündung (= Madrider Beiträge. Band 33). Reichert Verlag, Wiesbaden 2017, ISBN 978-3-95490-071-8.